# ユーリー・ヤクボフ
ユーリー・ヤクボフ（Юрий Николаевич Якубов；1946年8月29日 - ）は、ロシア連邦の軍人。極東軍管区司令官。上級大将。

## 軍経歴
1967年、ハリコフ親衛戦車学校を卒業し、キエフ軍管区の小隊、駐独ソビエト軍集団の小隊、中隊を指揮。
1976年、装甲戦車兵軍事アカデミーを卒業。キエフ軍管区において、連隊参謀長、連隊長、副師団長、師団長として勤務。1985年6月から、師団長、後に駐独ソビエト軍集団の軍第一副司令官。
1990年、ソ連軍参謀本部軍事アカデミー卒業後、極東軍管区の軍参謀長、レニングラード軍管区の軍司令官、1994年からは極東軍管区第一副司令官。
1999年8月2日、極東軍管区司令官に任命。2003年2月21日、上級大将に昇進。

## 生涯
プスコフ州ヴェリーキエ・ルーキ市出身。妻帯。2児を有する。
少佐、中佐、大佐には、期限前に昇進した。3つの勲章と19個のメダルを受賞。2001年、ロシア連邦功労軍事専門家、2003年、「社会承認」フォーラム最高会議の賞状と記章を受賞。2003年、ハバロフスク地方政府から、N.N.ムラヴィエフ・アムールスキー名称「功労に対する」名誉称号を授与。2004年、ハバロフスク市名誉市民。
政治科学博士。安全保障・国防・法秩序問題アカデミー会員。教授。